# Bachstraße 48-50 (Mönchengladbach)

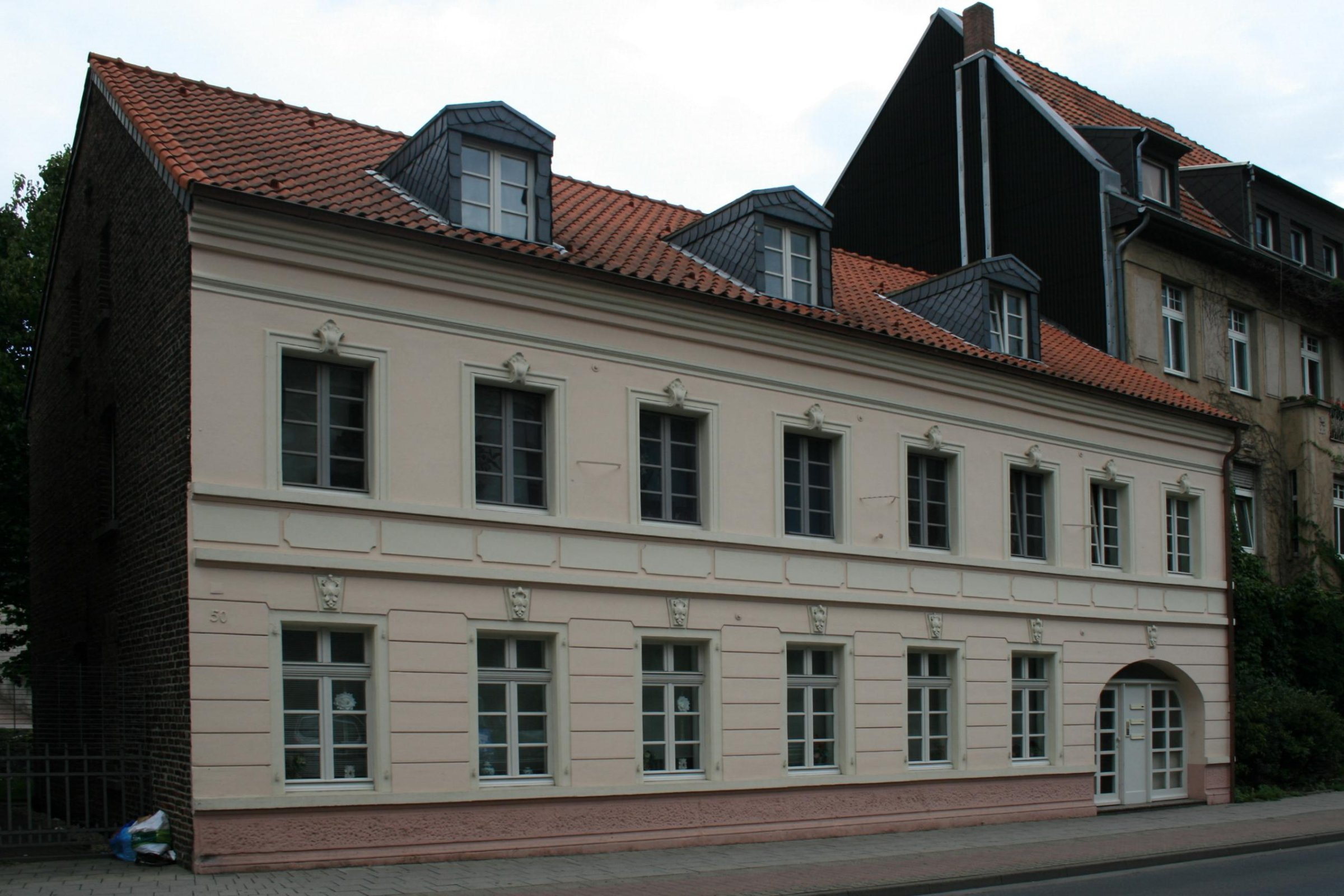
Wohnhaus (2010)

Das Wohnhaus Bachstraße 48–50 steht im Stadtteil Rheydt in Mönchengladbach (Nordrhein-Westfalen).
Das 1820 erbaute Gebäude ist unter Nr. B 076 am 15. Juni 1989 in die Denkmalliste der Stadt Mönchengladbach eingetragen worden.

## Lage
Die Bachstraße liegt im Zentrum Rheydts in der weiteren Umgebung des Marienplatzes. Das Haus Nr. 48–50 steht in einer historischen Baugruppe von fünf Häusern (Nr. 46, 52, 54, 56), die in ihrer Geschlossenheit das Straßenbild entsprechend prägen.

## Architektur
Es handelt sich um einen traufständigen Putzbau (im Kern Fachwerk) von acht Achsen in zwei Geschossen; 1820 als vierseitig geschlossene Hofanlage im Urkataster nachgewiesen. Es wurde um die Jahrhundertwende weitgehend verändert und mit einer historisierenden Stuckfassade „aufgewertet“. Die hochrechteckigen Fenster im Obergeschoss niedriger proportioniert, sind in regelmäßiger Reihung angeordnet. Im Erdgeschoss werden sie von einer schlichten Rahmenblende, die ein modifizierter Schlussstein überhöht, eingefasst.
Es handelt sich vermutlich ältestes Haus der Straße und ist daher von hohem baugeschichtlichem Wert, wie auch durch seine straßenbildprägende Funktion erhaltenswert.